# Andrea Luchesi
Andrea Luca Luchesi (23. maj 1741 i Motta di Livenza - 21. marts 1801 i Bonn) var en italiensk komponist og organist.
Han var kapelmester hos kurfyrsten i Bonn (1774 – 1794).